# Waterford (Virginia)

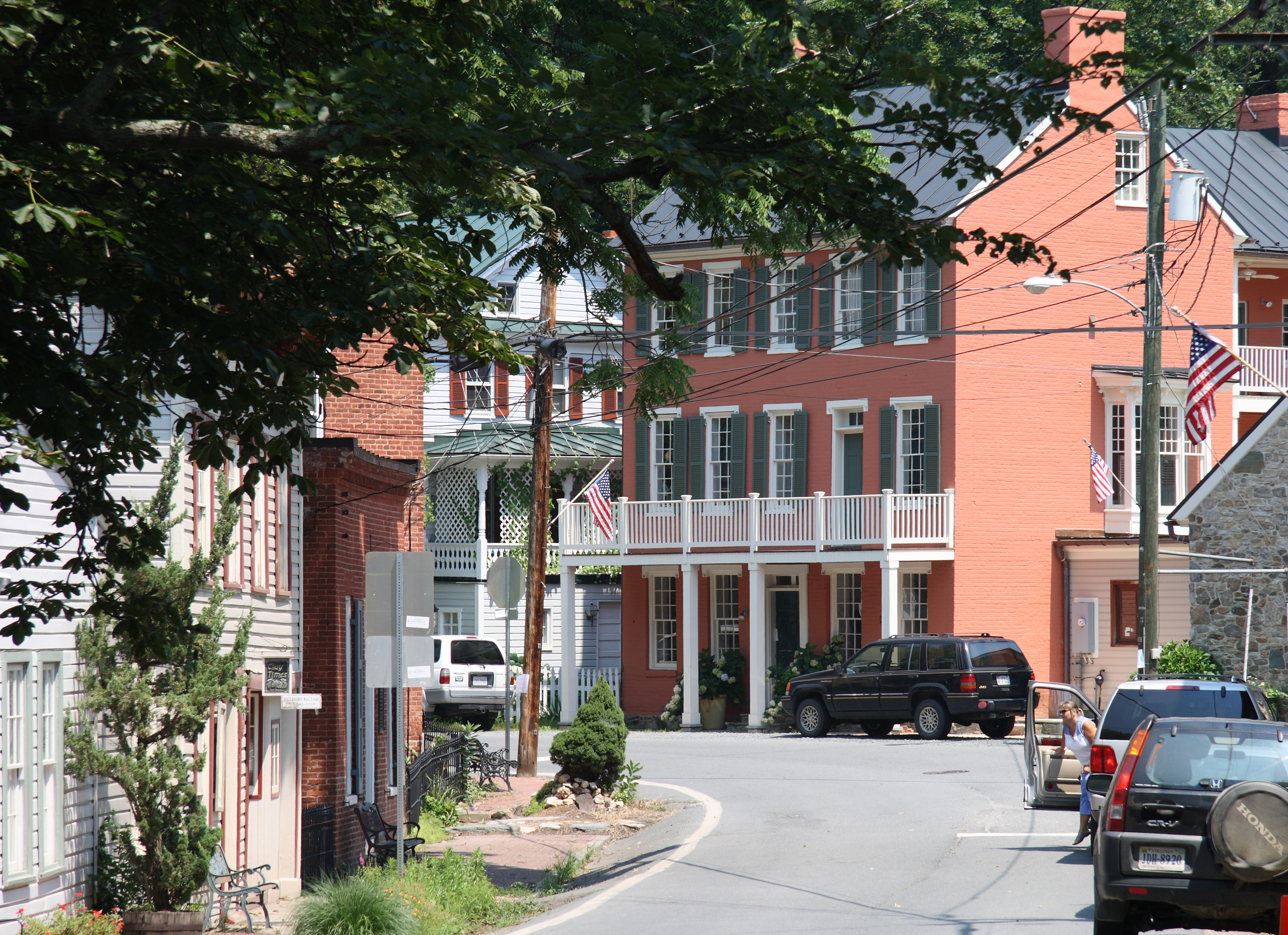
Waterford (Virginia)

Waterford ist ein gemeindefreies Gebiet in Loudoun County des US-Bundesstaats Virginia und befindet sich am Cacoctin Creek. Das U.S. Census Bureau hat bei der Volkszählung 2020 eine Einwohnerzahl von 181 ermittelt.
Das Dorf befindet sich im Loudoun Valley, etwa 10 Kilometer nordwestlich von Leesburg und 75 km nordwestlich von Washington, D.C.

## Geschichte
Waterford wurde 1732 von Amos Janney, einem Quäker aus Pennsylvania, gegründet. Es wurde nach der irischen Stadt Waterford benannt, wo einige der Stadtgründer einst lebten, bevor sie in die USA auswanderten. Außerdem sind die Namen Janney's Mill, Fairfax und Milltown bekannt, letzterer soll bei der Gründung verwendet worden sein, bevor das Dorf in Waterford umbenannt wurde.
Vor dem Sezessionskrieg war Waterford die zweitmeistbevölkerte Gemeinde in Loudoun County nach Leesburg. 
Waterford ist ein National Historic Landmark und ist als National Historical District auf dem National Register of Historic Places gelistet. 